# Richtlinie 2001/84/EG (Folgerechts-Richtlinie)
Die Richtlinie 2001/84/EG, regelt das unabtretbare und unveräußerliche Folgerecht des Urhebers des Originals eines Werks der bildenden Künste. Dadurch erhält der Künstler eine wirtschaftliche Beteiligung am Erlös aus jeder Weiterveräußerung des betreffenden Werkes innerhalb der Europäischen Union. Gegenstand des Folgerechts des Werkurhebers ist das materielle Werkstück.
Diese Richtlinie bildet einen weiteren gesetzgeberischen Harmonisierungsschritt im Rahmen der EG (nunmehr EU) nach Erlass der Richtlinie 91/250/EWG über den Rechtsschutz von Computerprogrammen, die Richtlinie 92/100/EWG (Vermiet- und Verleih-Richtlinie), Richtlinie 93/83/EWG (Kabel-Satelliten-Richtlinie), Richtlinie 93/98/EWG zur Harmonisierung der Schutzdauer des Urheberrechts, Richtlinie 96/9/EG über den rechtlichen Schutz von Datenbanken und der Richtlinie 2001/29/EG zur Harmonisierung bestimmter Aspekte des Urheberrechts und der verwandten Schutzrechte in der Informationsgesellschaft. Zwischenzeitlich wurden weitere Urheberschutz-Richtlinien erlassen (siehe: Urheberrecht (Europäische Union)).

## Zweck der Regelungen
Alle EU-Urheberschutz-Richtlinien dienen dem Schutz der Urheber und dem Abbau von Handelshemmnissen und Wettbewerbsverzerrungen in Bezug auf das Urheberrecht innerhalb des europäischen Binnenmarktes. Während mit der RL 92/100/EWG bzw. 2006/115/EG in der EWG harmonisiert Regelungen für die Einräumung einer angemessenen Vergütung für die Urheber oder ausübenden Künstler sowie den Schutz der Rechte von Film- und Tonträgerhersteller und Sendeunternehmen geschaffen wurden, wird dieser Urheberschutz auch auf die bildenden Künstler mit der RL 2001/84/EG erweitert und für alle Unionsmitgliedstaaten verbindlich festgelegt.
Zuvor konnte nach der Berner Übereinkunft zum Schutz von Werken der Literatur und Kunst das Folgerecht nur dann in Anspruch genommen werden, wenn dies im jeweiligen Unionsmitgliedsstaat des Urhebers vorgesehen war (fakultatives Folgerecht). Der Europäische Gerichtshof hat diese ungleiche Behandlung von Urhebern in den verschiedenen Unionsmitgliedstaaten als Diskriminierung (Verstoß gegen das Gleichbehandlungsgebot) beurteilt.

## Aufbau der Richtlinie 2001/84/EG
- KAPITEL I (ANWENDUNGSBEREICH)
  - Artikel 1 (Gegenstand des Folgerechts)
  - Artikel 2 (Unter das Folgerecht fallende Kunstwerke)
- KAPITEL II (BESONDERE BESTIMMUNGEN)
  - Artikel 3 (Mindestbetrag)
  - Artikel 4 (Sätze)
  - Artikel 5 (Berechnungsgrundlage)
  - Artikel 6 (Anspruchsberechtigte)
  - Artikel 7 (Anspruchsberechtigte aus Drittländern)
  - Artikel 8 (Schutzdauer des Folgerechts)
  - Artikel 9 (Auskunftsrecht)
- KAPITEL III (SCHLUSSBESTIMMUNGEN)
  - Artikel 10 (Zeitliche Anwendbarkeit)
  - Artikel 11 (Anpassungsklausel)
  - Artikel 12 (Umsetzung der Richtlinie)
  - Artikel 13 (Inkrafttreten)
  - Artikel 14 (Adressaten)

## Ausgewählte Bestimmungen der RL 2001/84/EG

### Kunstwerke nach der RL 2001/84/EG
„Originale von Kunstwerken“ im Sinne der Richtlinie sind „Werke der bildenden Künste wie Bilder, Collagen, Gemälde, Zeichnungen, Stiche, Bilddrucke, Lithographien, Plastiken, Tapisserien, Keramiken, Glasobjekte und Lichtbildwerke, soweit sie vom Künstler selbst geschaffen worden sind oder es sich um Exemplare handelt, die als Originale von Kunstwerken angesehen werden“ und „die am 1. Januar 2006 noch durch die Urheberrechtsbestimmungen der Mitgliedstaaten geschützt sind oder die Kriterien für einen Schutz nach dieser Richtlinie zu diesem Zeitpunkt erfüllen“.
Originalhandschriften von Schriftstellern und Komponisten fallen nicht unter die Regelung der RL 2001/84/EG.

### Anspruchsberechtigte
Anspruchsberechtigte für die Folgerechtsvergütung ist der Urheber des Werks und nach seinem Tod an seine Rechtsnachfolger zu zahlen (Siehe Art 6 Abs. 1 der RL, Ausnahmen nach Art. 8 der RL), wobei die Wahrnehmung des Folgerechts auch obligatorisch oder fakultativ einer Verwertungsgesellschaft übertragen werden kann oder muss.
Anspruchsberechtigte aus Drittländern (keine Unionsbürger) und deren Rechtsnachfolger können das Folgerecht gemäß der RL 2001/84/EG und den Rechtsvorschriften des betreffenden Mitgliedstaats in Anspruch nehmen, wenn die Rechtsvorschriften des Landes, dessen Staatsangehörigkeit der Urheber oder sein Rechtsnachfolger hat, den Schutz des Folgerechts für Urheber aus den Mitgliedstaaten und deren Rechtsnachfolger in diesem Land anerkennen (Art 7 Abs. 1 der RL 2001/84/EG). Ein Unionsmitgliedstaat kann Urhebern, die nicht Unionsbürger sind, ihren gewöhnlichen Aufenthalt jedoch in einem Unionsmitgliedstaat haben, für die Zwecke des Folgerechtsschutzes genauso behandeln wie seine eigenen Staatsangehörigen (Art 7 Abs. 3 der RL 2001/84/EG).

### Folgerechtsvergütung
Die wirtschaftliche Beteiligung am Erlös des Urhebers des Originals eines Werks der bildenden Künste wird als Folgerechtsvergütung bezeichnet. Diese Vergütung muss vom Veräußerer des Kunstwerks abgeführt werden. Zum Schutz der Urheber eines Werkes der bildenden Künste können diese auf die Folgerechtsvergütung nicht im Voraus verzichten. In zehn Unionsmitgliedstaaten wurden für 2010 erhoben, welche Vorteile diese Folgerechtsvergütung für die Künstler hat. Es wurden in diesen zehn Unionsmitgliedstaaten im Jahr 2010 rund 14 Millionen € an 6631 Künstler bzw. deren Erben ausbezahlt (2007: 14,4 Mio. € an 7107 Künstler bzw. deren Erben). Ungefähr die Hälfte der Vergütungen entfiel auf Künstler bzw. deren Erben in Frankreich.
Die Unionsmitgliedstaaten können einen Mindestverkaufspreis festsetzen, ab dem die Folgerechtsvergütung zum Tragen kommt. Der festgesetzte Mindestverkaufspreis ab dem die Folgerechtsvergütung jedenfalls zu berechnen und abzuführen ist darf nach Art 3 Abs. 2 der RL keinesfalls über 3.000 EURO liegen (Ausnahme in Art 1 Abs. 3 der RL 2001/84/EG). Dieser Schwellenwert von 3.000 EURO ist z. B. für Zeichnungen, Grafiken oder Fotografien in der Praxis selten zu erreichen und diese Werke fallen bei einem zu hohen Mindestverkaufspreis faktisch aus dem Anwendungsbereich der Richtlinie heraus. Es steht jedoch den Unionsmitgliedstaaten frei, den Schwellenwert abzusenken und so auch einen weiteren Kreis von Künstlern die Vorteile der RL 2001/84/EG zukommen zu lassen.
Die Mindestssätze für die Folgerechtsvergütung nach Artikel 1 iVm Artikel 4 der RL betragen:
- 4 % für die Tranche des Verkaufspreises ohne Steuern bis zu 50 000 EUR,
- 3 % für die Tranche des Verkaufspreises ohne Steuern von 50 000,01 bis 200 000 EUR,
- 1 % für die Tranche des Verkaufspreises ohne Steuern von 200 000,01 bis 350 000 EUR,
- 0,5 % für die Tranche des Verkaufspreises ohne Steuern von 350 000,01 bis 500 000 EUR,
- 0,25 % für die Tranche des Verkaufspreises ohne Steuern über 500 000 EUR,

wobei die maximale Folgerechtsvergütung mit 12.500 € je Verkaufsfall beschränkt ist.
Die Folgerechtsvergütung fällt bei jedem Verkauf oberhalb des Schwellenwertes an. Dadurch hat die Folgerechtsvergütung eine kumulierende Preiswirkung bei Kunstwerken, die mehrmals bzw. öfter verkauft werden.

### Schutzfrist
Unter Bezugnahme auf die Richtlinie 93/98/EWG ist eine Schutzdauer des unabtretbaren und unveräußerlichen Folgerechts des Urhebers des Originals eines Werks der bildenden Künste auf einen Zeitraum von 70 Jahren nach dem Tod des Urhebers vorgesehen (dadurch erstreckt sich der Anwendungsbereich des Folgerechts faktisch nur auf Originale moderner und zeitgenössischer Kunstwerke).

## Umsetzung der RL 2001/84/EG
Die Umsetzung der Richtlinie 2001/84/EG muss bis 1. Januar 2006 durch die Unionsmitgliedstaaten erfolgen. Aufgrund einiger Ausnahmebestimmungen in der Richtlinie können die Mitgliedstaaten das vollständige Inkrafttreten in ihrem Hoheitsgebiet bis zum 1. Januar 2010 hinauszögern. Diese ungewöhnlich lange Umsetzungsfrist (vom in Kraft treten am 13. Oktober 2001 bis zum 1. Januar 2010 von rund zehn Jahren) ist vor allem auf die Widerstände von einigen Unionsmitgliedstaaten im Ministerrat zurückzuführen, woraus in weiterer Folge die lange Umsetzungsfrist als Kompromiss resultierte. Die Ausnahmeregelung für die Werke verstorbener Künstler endete sogar erst am 1. Januar 2012.